# Dichtung (Technik)

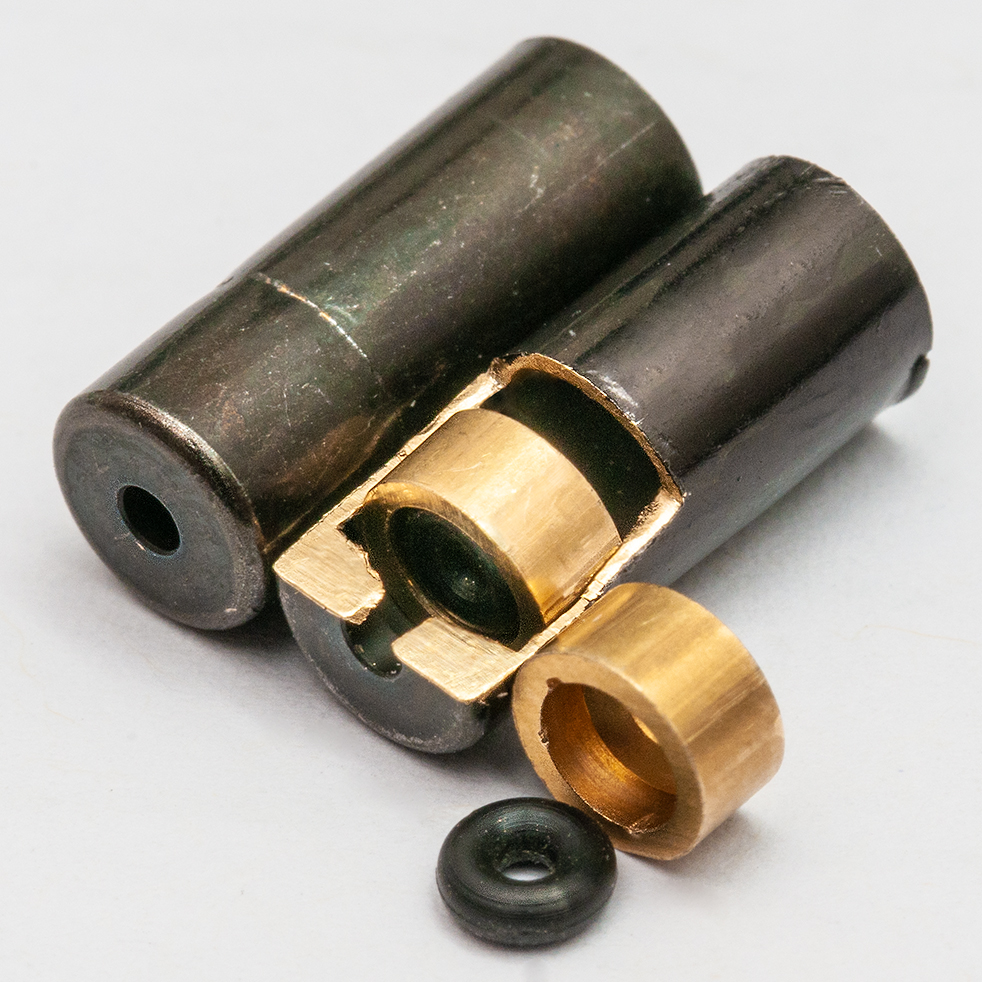
Endkappen zur Aufnahme eines Stahlseils und seiner Hülle (Bowdenzug) mit innenliegendem O-Ring, um das Eindringen von Wasser entlang des Stahlseils zu vermeiden

Als Dichtung bezeichnet man in der Technik Elemente oder Konstruktionen, die die Aufgabe haben, ungewollte Stoffübergänge von einem Ort zu einem anderen zu verhindern oder zu begrenzen.
Wenn etwa ein abgesperrter Wasserhahn noch tropft, so ist dessen Dichtung defekt. Bei einem luftgefüllten Fahrzeugreifen schließt sich nach dem Aufpumpen die Ventildichtung, um einen Druckabfall durch Entweichen des Gases zu verhindern.
Neben den berührenden Dichtungen gibt es als Sonderfall auch berührungslose Dichtungen. Nach der Art der Relativbewegung der gegeneinander abzudichtenden Teile werden statische (keine Bewegung), translatorische (geradlinige Bewegung) und rotatorische (drehende Bewegung) Dichtungen unterschieden.
Wenn der Dichtungsspalt durch ein spezielles, etwa ein elastisches oder verschleißfest gehärtetes Material gefüllt wird, so werden die Kontaktflächen als Dichtungssitz oder kurz Dichtsitz bezeichnet.
Auch wenn etwa bei Ventilen und anderen Absperrarmaturen ein beweglicher Absperrkörper zur Abdichtung der Öffnung in ein formschlüssig passendes Gegenstück gefahren wird, so wird das Gegenstück als Dichtsitz bezeichnet.

## Berührungsdichtungen
Die Dichtelemente berühren einander. Sie stellen die größte Gruppe der Dichtungen dar.

### Statische Dichtungen

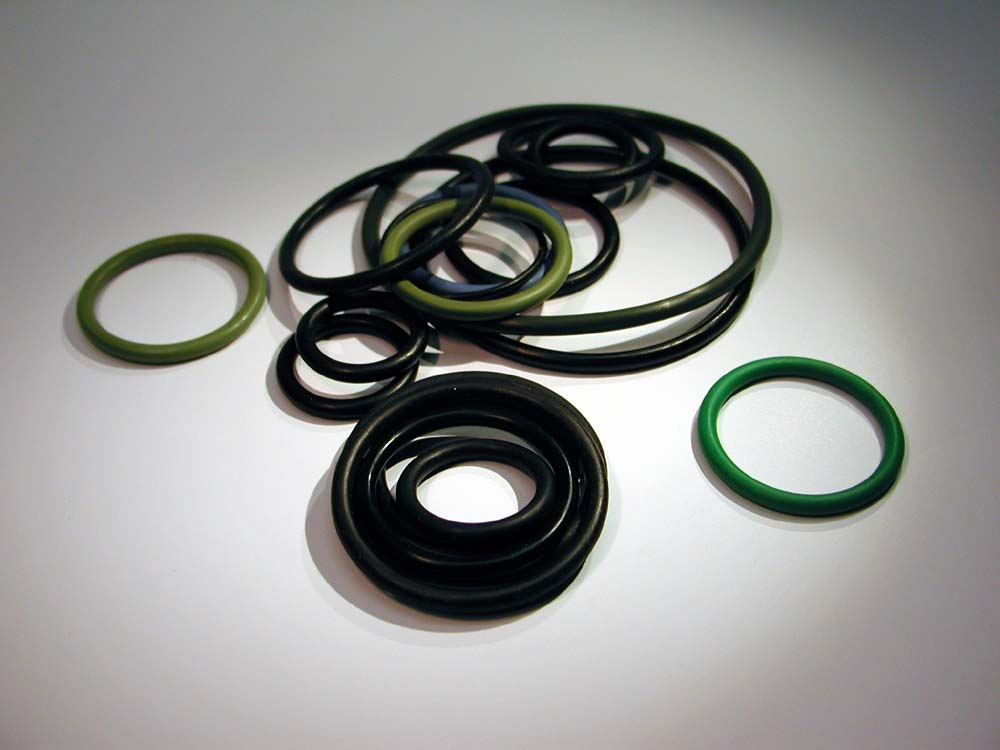
O-Ringe

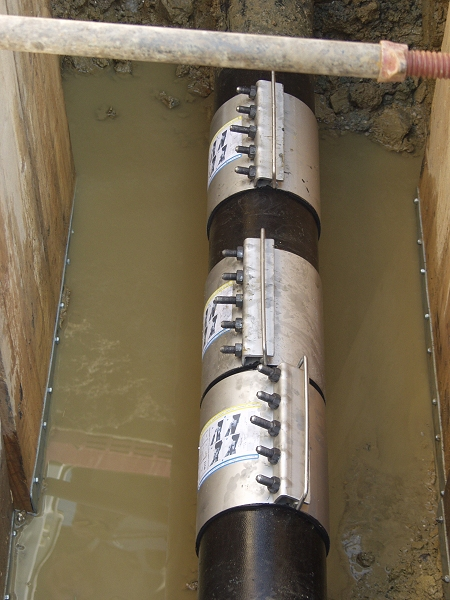
Dichtungsschellen bzw. Manschettendichtungen nach einem Rohrbruch

Die Dichtelemente führen keine Relativbewegung aus.
- Flachdichtungen – werden in unterschiedlichsten Werkstoffen, Größen und Ausführungsarten gefertigt, z. B. als Zylinderkopfdichtung sowie an Flanschverbindungen und flachdichtenden Verschraubungen als Rohrleitungsverbindungen.[3]
- Profildichtung oder Lippendichtung, etwa zur sogenannten trockenen Verglasung beim Eindichten der Glasscheibe im Fensterflügel[4]
- Metallprofildichtung, etwa als Klemm- oder Schneidringe bei Rohrverbindern[5]
- Metallische Schmiegungsdichtung bei Pressverbindungen
- Walzdichtung
- Stoffschlüssige Dichtungen (kleben, löten, schweißen)
- Dichtungsmasse (Kitt, Bitumen, Silikon, PU)
- Dichtmaterial (Hanf, Aluminium- und Bleiwolle, Teflonband)
- Dichtungsschelle
- Einschleifdichtung, siehe Normschliff bei Gefäßen aus Laborglas

Beispiele:
- Delta-Ring
- Nutring
- O-Ring
- Quadring
- Faserdichtung
- Kompriband
- Aufblasbare Dichtung (ABD) oder auch Blähklemme, Blähmanschette usw.

### Dynamische Dichtungen
Die Dichtelemente bewegen sich relativ zueinander.

#### Translatorische Dichtungen
Die Dichtelemente führen zueinander eine linear gleitende Bewegung aus.
- Stopfbuchse[7], gefüllt mit Dichtmaterial
- Kolbenring
- Faltenbalg
- Bürstendichtung
- Hydraulikdichtung
- Pneumatikdichtung
- Kohlelamelle

#### Rotatorische Dichtungen
Die Relativbewegung der Dichtelemente ist rotatorisch. Der typische Anwendungsfall ist die Abdichtung einer rotierenden Welle gegen ein stehendes Gehäuse.
- Stopfbuchse
- Radialwellendichtung (für Niederdruckanwendungen)[9]
- Axialwellendichtring (für untergeordnete Dichtaufgaben)
- Gleitringdichtung (geeignet für hohe Drücke bis 300 bar)[10]
- Bürstendichtung
- Wellendichtring (Lippendichtung, Simmerring).

#### Geringfügige Bewegung beim Öffnen und Schließen

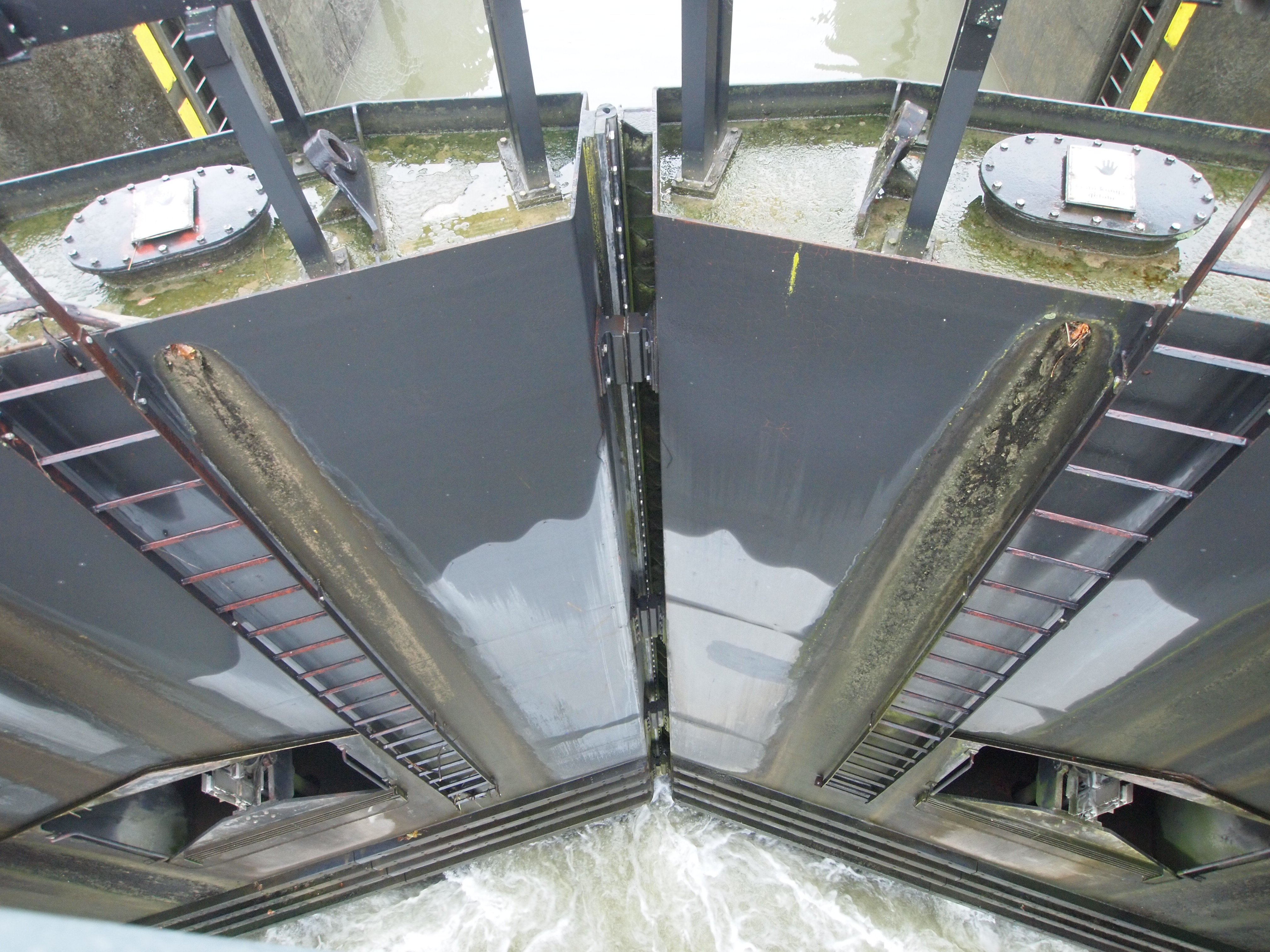
Dichtung an einem Schleusentor

Die Dichtelemente haben wechselweise Kontakt. Das Dichtmaterial ist wechselnder Druckbelastung und geringfügigen Bewegungen ausgesetzt.
- Dichtungsprofile oder für Tür- und Fensterflügel, auch als Lippendichtung oder Profildichtung bezeichnet
- Dichtband aus Filz, Moosgummi oder Schaumstoff zum Abdichten von Bauteilen gegen Luftströmungen oder Verschmutzung, auch zum Nachrüsten von Tür- und Fensterflügeln; auch als Klebepad bezeichnet
- Dichtungsteller, Dichtungskonus oder Dichtungskegel (Küken) bei Ventilen; keilförmiger Dichtkörper bei Absperrschiebern
- Packung, in Form einer Dichtschnur oder eines vorgeformten Dichtelements, zum Einlegen und Verpressen (Packen) in dafür vorgesehene Hohlräume und Nuten, auch in Hochtemperatur-Ausführung zum Abdichten von Ofenklappen u. ä. (z. B. aus E-Glasfaser bis 550 °C, HT-Glasfaser bis 750 °C, Silikat-Glasfaser (SiO2) bis 1100 °C, Keramikfaser bis 1260 °C, gegebenenfalls mit Verstärkungen aus Chromstahldraht, Inconel, Graphit und Glas)[11]

## Berührungslose Dichtungen
Berührungslose Dichtungen verwendet man hauptsächlich bei zueinander beweglichen Dichtflächen.
- Druck- und Drosseldichtungen:
  - Labyrinthdichtung
  - Magnet-Fluid-Dichtung
  - Kammerdichtung
  - Sperrluft (z. B. in Kaufhauseingängen)
  - Sperrflüssigkeit für einen Geruchsverschluss
- Massenkraftdichtungen:
  - Schleuderscheibe
  - Spritzring
  - Labyrinthdichtung
- Viskositätsdichtungen:
  - Wellendichtringe
    - Gewindewellendichtung
    - Radialwellendichtung (bei hoher Drehzahl)

Abgesehen von der Magnet-Fluid-Dichtung ist die Abdichtung hier nicht vollkommen, sondern lediglich begrenzend, da ein kleiner freier Spaltquerschnitt verbleibt.

## Sonderdichtungen, Dichtungen nach Maß
Sonderdichtungen werden für eine spezielle Anwendung in Serie oder einzeln nach Maß hergestellt. Je nach Anforderungen können diverse Hochleistungswerkstoffe wie, PU, HPU, NBR, PTFE, EPDM, MVQ-Silikon, POM, PEEK uvm. eingesetzt werden.
Ähnlich wie beim 3D-Druck wird eine pastöse Kunststoffmasse zur Herstellung von Formed in-place foam gaskets („An Ort und Stelle ausgebildete Schaum-Dichtungen“) auf ein abzudichtendes Werkstück aufgetragen und dort vernetzt.